# Homewood Canyon
Homewood Canyon es un lugar designado por el censo ubicado en el condado de Inyo en el estado estadounidense de California. En el año 2010 tenía una población de 44 habitantes.

## Geografía
Homewood Canyon se encuentra ubicado en las coordenadas 35°53′24″N 117°23′11″O / 35.89000, -117.38639.